# Mes doubles, ma femme et moi
Pour plus de détails, voir Fiche technique et Distribution.
Mes doubles, ma femme et moi ou Multiplicité au Canada (Multiplicity) est un film américain réalisé par Harold Ramis et sorti en 1996. Cette comédie de science-fiction est adaptée de la nouvelle Multiplicity de Chris Miller. Le film met en scène Michael Keaton dans le rôle d'un homme se multipliant grâce au clonage.
Le film reçoit des critiques globalement négatives et est un échec commercial.

## Synopsis
Doug Keaney est un contremaître dans une entreprise de construction de Los Angeles. Constamment stressé par l'incompétence des ouvriers, il ne peut voir sa femme Laura et ses enfants Zack et Jennifer, qu'il aime par-dessus tout. Alors qu'il pique une énième crise chez un client, ce dernier lui révèle être un généticien ayant découvert le moyen de cloner un être vivant. Son double va alors lui permettre de souffler un peu et de profiter des siens. Le clone, "Two", se fait appeler "Lance" et possède tous les souvenirs et connaissances de Doug, mais il est aussi une exagération du côté masculin de Doug. Toujours débordé, Doug demande un second clone, "Three", qui se fait appeler "Rico". Il est quant à lui l'illustration exagérée de son côté féminin : il est sensible et attentionné et adore cuisiner et prendre soin de la maison, au grand dam de Lance. Lance et Rico tentent donc de créer un autre clone, "Four", qui sera plus tard nommé Lenny. Puisqu'il est un clone d'un clone, son intelligence est inférieure à celle de ses prédécesseurs. Lenny représente une exagération du côté immature de Doug.

## Fiche technique
Sauf indication contraire, les informations mentionnées dans cette section peuvent être confirmées par la base de données cinématographiques IMDb,  présente dans la section « Liens externes ».
- Titre français : Mes doubles, ma femme et moi
- Titre québécois : Multiplicité
- Titre original : Multiplicity
- Réalisation : Harold Ramis
- Scénario : Chris Miller, Mary Hale, Lowell Ganz et Babaloo Mandel, d'après la nouvelle Multiplicity de Chris Miller
- Musique : George Fenton
- Décors : Jackson De Govia
- Costumes : Shay Cunliffe
- Photographie : László Kovács
- Montage : Craig Herring et Pembroke J. Herring
- Production : Trevor Albert et Harold Ramis
  - Producteur exécutif : Lee R. Mayes
  - Producteur associé : Suzanne Herrington
- Société de production : Columbia Pictures
- Distribution : Columbia TriStar Films (France), Columbia Pictures (États-Unis)
- Budget : 45 millions de dollars[1]
- Pays de production :  États-Unis
- Langue originale : anglais
- Format : couleur - 2.39:1 - 35 mm - son : Dolby Digital / SDDS
- Genre : comédie, science-fiction
- Durée : 117 minutes
- Dates de sortie[2] :
  - États-Unis : 17 juillet 1996
  - France : 11 septembre 1996

## Distribution
- Michael Keaton : Doug Kinney et ses clones
- Andie MacDowell : Laura Kinney
- Harris Yulin : Dr Leeds
- Richard Masur : Del King
- Eugene Levy : Vic
- Obba Babatundé : Paul
- Ann Cusack : Noreen
- John de Lancie : Ted Gray
- Brian Doyle-Murray : Walt
- Julie Bowen : Robin
- Robert Ridgely : le père de Laura
- Zack Duhame : Zack Kinney
- Katie Schlossberg : Jennifer Kinney
- Judith Kahan : Franny

## Production
Le tournage a lieu d'août 1995 à janvier 1996 en Californie : à Los Angeles (Skirball Cultural Center), les Sony Pictures Studios de Culver City, Marina Del Rey et Redondo Beach.

## Sortie et accueil

### Critique
Sur le site d'agrégation de critiques Rotten Tomatoes, le film obtient 45% d'avis favorables, pour 47 critiques et une note moyenne de 5,5⁄10. Le consensus suivant résumé les avis collectés : « Cette expérience de high concept prouve seulement qu'une comédie peut en réalité contenir trop de Michael Keaton. » Sur le site Metacritic, qui utilise une moyenne pondérée, le film obtient la note de 53⁄100 pour 25 critiques.

### Box-office
| Pays ou région     | Box-office      | Date d'arrêt du box-office | Nombre de semaines |
| ------------------ | --------------- | -------------------------- | ------------------ |
| France             | 387 330 entrées | -                          | -                  |
| États-Unis, Canada | 21 075 014 $    | août 1996                  | 10                 |
| Total mondial      | 36 875 014 $    | -                          | -                  |

## Commentaire
Le nom du personnage principal est un clin d'œil à Douglas Kenney, l'un des fondateurs du magazine humoristique National Lampoon.